# Dieter Bouvry
Dieter Bouvry (Roeselare, 31 juli 1992) is een Belgisch wielrenner die anno 2018 rijdt voor Cibel-Cebon.

## Carrière
In 2016 behaalde Bouvry zijn eerste UCI-overwinning door Parijs-Chauny op zijn naam te schrijven. In deze Franse eendagskoers verwees hij in een sprint met negen Anthony Giacoppo en Kévin Le Cunff naar de dichtste ereplaatsen. Later die maand sprintte hij naar de vijftiende plek in de door Baptiste Planckaert gewonnen Polynormande.

## Overwinningen
2016
Parijs-Chauny
2017
Eindklassement Ronde van Ivoorkust
GP Raf Jonckheere

## Ploegen
- 2013 –  Etixx-iHNed
- 2015 –  Roubaix Lille Métropole
- 2016 –  Roubaix Métropole européenne de Lille
- 2017 –  Pauwels Sauzen-Vastgoedservice Continental Team
- 2018 –  Cibel-Cebon

Alaphilippe · Bouvry · Hník · D. Hoelgaard · M. Hoelgaard · Konrad · Koudela · Sénéchal · Spokes · Vakoč · Verhelst · Wiśniowski · Rumac (stagiair)
Bouvry · Cobbaert · Coenen · Cools · De Bock · De Paepe · Dieleman · Jans · Janssens · Marchand · Raymackers · J. Reynaerts · W. Reynaerts · Ruyters · Stevens · Teugels